# Школа № 1506
Школа № 1506 города Москвы — среднее общеобразовательное учебное заведение Северо-Восточного административного округа Москвы.

## История

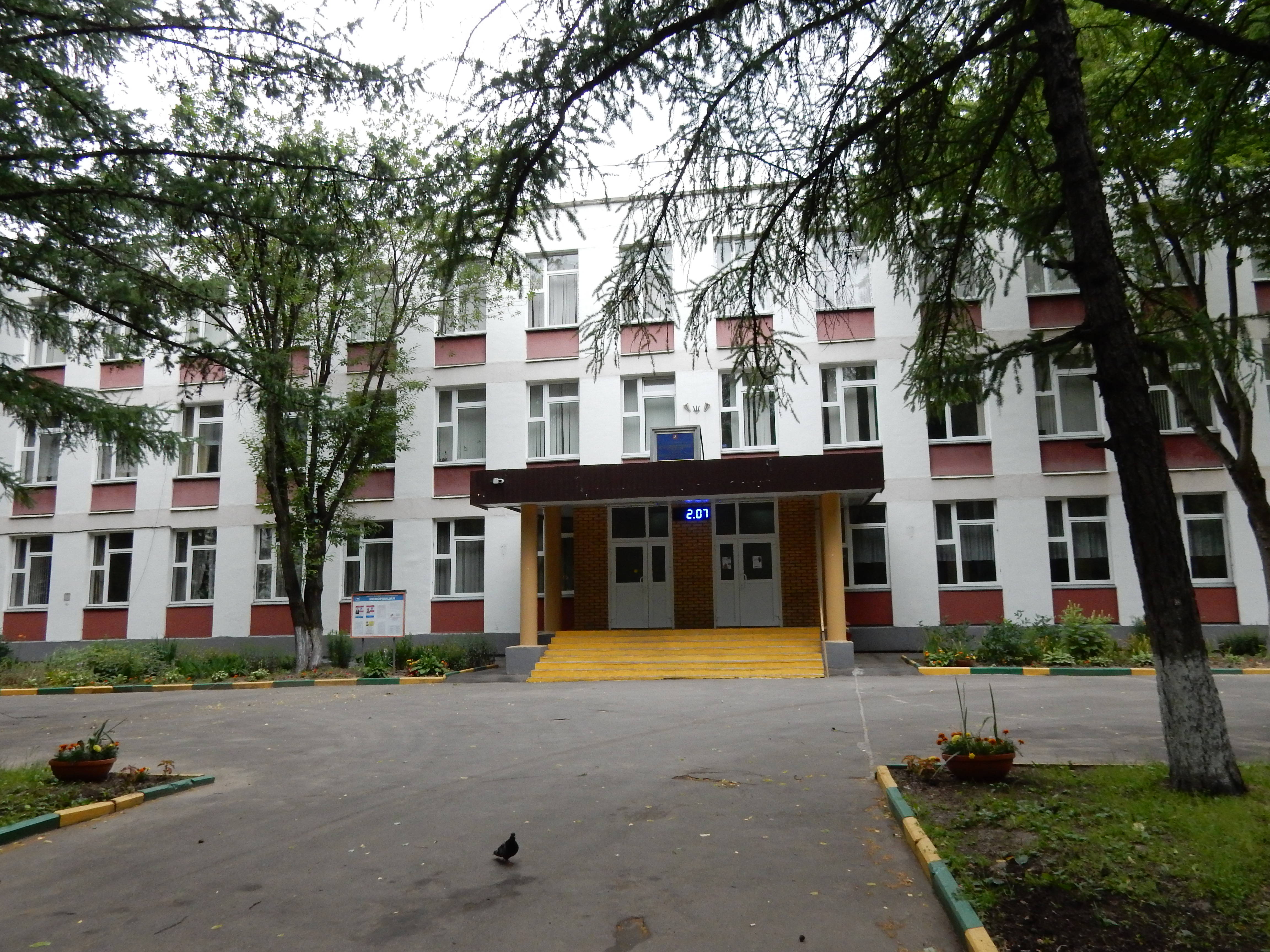
Здание бывшей школы № 273 (улица Молодцова, 4, стр. 1; сейчас школа № 1316).

Многопрофильная гимназия № 1506 Северо-Восточного административного округа основана в 1992 году на базе средней школы № 273, работающей с 1968 года. В школе, в порядке эксперимента вёлся факультатив «История древнерусского искусства и иконописи» и уроки старославянского языка. В 1997 и 2002 годах успешно проходила государственную аккредитацию.
На протяжении своего существования гимназия несколько раз становилась лауреатом конкурса «Школа года» (в 90-е годы), а также лауреатом конкурса «Трудовая слава России-2000». В 2003 году награждена «Знаком качества образования». В 2006 году стала обладателем гранта Приоритетного национального проекта «Образование».
В 2001 году гимназия переехала в новое здание, где остается по сей день. В 2009 году было принято решение о слиянии прогимназии № 1759 и гимназии № 1506.
8 ноября 2011 года гимназия № 1506 вошла в официальный рейтинг лучших школ Москвы и получила от столичных властей грант 5 миллионов рублей.

## Образовательный процесс
Учебный план гимназии № 1506 основан на Московском региональном базисном учебном плане. В гимназии реализуется многопрофильное модульное обучение по программе основного общего образования (5-9 классы) и среднего (полного) общего образования (10-11 классы) в рамках пятидневной учебной недели.
В базисный компонент учебного плана входят:
- филология (русский язык и литература, а также в обязательном порядке два иностранных языка — английский и французский[1])
- математика (включая информатику и информационно-коммуникационные технологии)
- естествознание (география, природоведение, физика, химия, биология, в старших классах — экология Москвы и устойчивое развитие )
- общественные науки (история России и всеобщая история, обществознание, география)
- физическая культура и основы безопасности жизнедеятельности
- искусство (рисование, музыка)
- технология

В рамках многопрофильного обучения в учебном плане выделяются дополнительные часы для изучения предметов, являющихся ключевыми для трёх существующих профилей гуманитарного (русский язык, литература, иностранный язык), физико-математического (математика, физика, информатика, ИКТ, астрономия) и естественно-научного (математика, физика, информатика, ИКТ, астрономия). Помимо этого, учащимся каждого профиля предлагаются соответствующие элективные курсы: по русскому языку и литературе для гуманитарного, по физике и математике для физико-математического, по математике и экологии для естественно-научного профиля.
В учебном плане предусмотрены проектная и экскурсионная деятельность и профориентационные тренинги. Большое внимание уделяется экологическому образованию,  которое осуществляется через  экологизацию  всех  предметов  (физика, химия, биология, география, литература, история и др.), отдельный предмет «Экология Москвы и устойчивое развитие» и выполнение проектов экологической направленности. Ежегодно в гимназии №1506 выпускаются сборники статей «Из опыта экспериментального внедрения идей экологизации образования», в которых публикуются работы учителей и учащихся.
Александр Губарев, преподаватель технологии гимназии, является увлечённым орнитологом. На его уроках он с учениками делает кормушки и птичьи домики, которые они развешивают в парке недалеко от школы. Команда школы успешно выступает на городских соревнованиях по спортивной орнитологии, участники которых должны в отведенное время сфотографировать и определить максимальное число видов птиц. В 2011 А. Губарев стал победителем таких соревнований.
Ученики школы успешно выступают на всероссийских предметных олимпиадах.

## Педагогический состав
Среди преподавателей гимназии в 2005 году насчитывались один доктор и четыре кандидата наук, а также шесть Заслуженных учителей Российской Федерации. Директор гимназии — Виктория Петровна Коротких. Всего в гимназии почти 70 преподавателей. Педагогический состав мало изменился с момента основания. Среди преподавателей гимназии:
- Белла Матвеевна Аронсон — учитель английского языка, Почётный работник общего образования Российской Федерации[1]
- Виктор Михайлович Зубов — учитель физики, Заслуженный учитель Российской Федерации, Отличник народного просвещения, лауреат премии ПНП «Образование» (24.02.1951-03.07.2017)
- Любовь Петровна Карханина — учитель русского языка и литературы, Заслуженный учитель Российской Федерации, Отличник народного просвещения, лауреат премии ПНП «Образование»
- Валентина Ивановна Колесникова — учитель биологии, Заслуженный учитель Российской Федерации, Почётный работник общего образования, лауреат премии ПНП «Образование»
- Светлана Евгеньевна Королькова — учитель музыки, Заслуженный учитель Российской Федерации, Отличник народного просвещения
- Наталья Евсеевна Куклина — учитель русского языка и литературы, Заслуженный учитель Российской Федерации, Отличник просвещения СССР, лауреат ордена Трудового Красного Знамени и премии ПНП «Образование»[16]
- Нина Викторовна Круглякова — учитель математики, Заслуженный учитель Российской Федерации, Отличник народного просвещения
- Екатерина Михайловна Островская — учитель информационных технологий, кандидат технических наук, Почётный работник общего образования, лауреат премии ПНП «Образование»[17]
- Ольга Викторовна Пронина — учитель начальных классов, Заслуженный учитель Российской Федерации, лауреат премии имени Н. К. Крупской, Отличник народного просвещения, лауреат премии ПНП «Образование», автор ряда учебников, входящих в федеральные перечни[18]
- Галина Леонидовна Самсонова — учитель французского языка, Почётный работник общего образования, лауреат премии ПНП «Образование»

В гимназии с 1998 года существуют экспериментальные площадки, в рамках которых ведётся инновационная деятельность в области улучшения содержания образования. Помимо экологического образования, это создана целая серия уроков французского языка, с видеоуроками, отмеченными дипломами первой степени. Экспериментальная площадка по музейной педагогике позволила создать музей «Дом, в котором мы живем», разработать факультативы «Краеведение», основы музейной педагогики и музейного дела. Инновационные педагогические технологии разрабатываются и учителем физкультуры гимназии С. Колотильщиковой.

## Учащиеся
С 2002 по 2008 год 53 выпускника гимназии окончили её с золотыми и серебряными медалями. За этот же период ученики гимназии 112 раз побеждали на московских городских олимпиадах и семь раз на Всероссийских предметных олимпиадах и интеллектуальных марафонах. Среди известных выпускников школы № 273 и гимназии — киноактёр Геннадий Назаров, телеведущая Яна Чурикова.
В общий комплекс работы с учениками входит и такой необычный аспект, как обеспечение питанием учеников, чьи родители потеряли работу.